# 布拉德利·麦吉
布拉德利·麦吉（Bradley McGee，1976年2月24日—）生于新南威尔士州悉尼，澳大利亚男子自行车运动员，他曾参加1996年、2000年、2004年和2008年四届奥运，共收获一枚金牌、一枚银牌和三枚铜牌。